# Шарант
Шарант (фр. Charente) департман је у западној Француској. Припада региону Нова Аквитанија, а главни град департмана (префектура) је Ангулем. Департман Шарант је означен редним бројем 16. Његова површина износи 5.956 км². По подацима из 2010. године у департману Шарант је живело 351.577 становника, а густина насељености је износила 59 становника по км².
Овај департман је административно подељен на:
- 3 округа
- 35 кантона и
- 404 општина.

## Демографија
| 1999.   | 2011.   |
| ------- | ------- |
| 339.628 | 352.705 |